# Kerman
Kerman, fundada en 1946, es una ciudad ubicada en el condado de Fresno en el estado estadounidense de California. En el año 2000 tenía una población de 12,191 habitantes y una densidad poblacional de 1,527 personas por km².

## Geografía
Kerman se encuentra ubicada en las coordenadas 36°43′N 120°3′O / 36.717, -120.050. Según la Oficina del Censo, la ciudad tiene un área total de 5,6 km² (2,2 mi²), de la cual 5,6 km² (2,2 mi²) es tierra y 0 km² (0 mi²) (0%) es agua.

## Demografía
Según la Oficina del Censo en 2000 los ingresos medios por hogar en la localidad eran de $31,188, y los ingresos medios por familia eran $34,120. Los hombres tenían unos ingresos medios de $29,120 frente a los $21,906 para las mujeres. La renta per cápita para la localidad era de $11,495. Alrededor del 20.2% de la población estaban por debajo del umbral de pobreza.